# Lluer de capell
El lluer de capell (Spinus atriceps) és un ocell de la família dels fringíl·lids (Fringillidae).

## Hàbitat i distribució
Habita els boscos de coníferes, a les muntanyes d'Amèrica Central. a Chiapas i oest de Guatemala.